# Kadaru (Volk)
Die Kadaru (Alternativbezeichnungen: Kadaro, Kadero, Kaderu, Kodoro, Kodhin, Kodhinniai) leben in den Nubabergen in Sudan, in den Kadaru-Hügeln zwischen den Orten Dilling und Delami, und gehören zu denjenigen schwarzafrikanischen Ethnien, welche unter der Bezeichnung „Nuba“ zusammengefasst werden. Ihre Bevölkerungszahl lag 2000 bei etwa 12.360.
Die traditionelle Sprache der Kadaru ist das gleichnamige Kadaru, das zu den bergnubischen Sprachen zählt und in mehrere Dialekte unterteilt wird. Die meisten Kadaru sind heute Muslime.